# Diplomaten-Polka

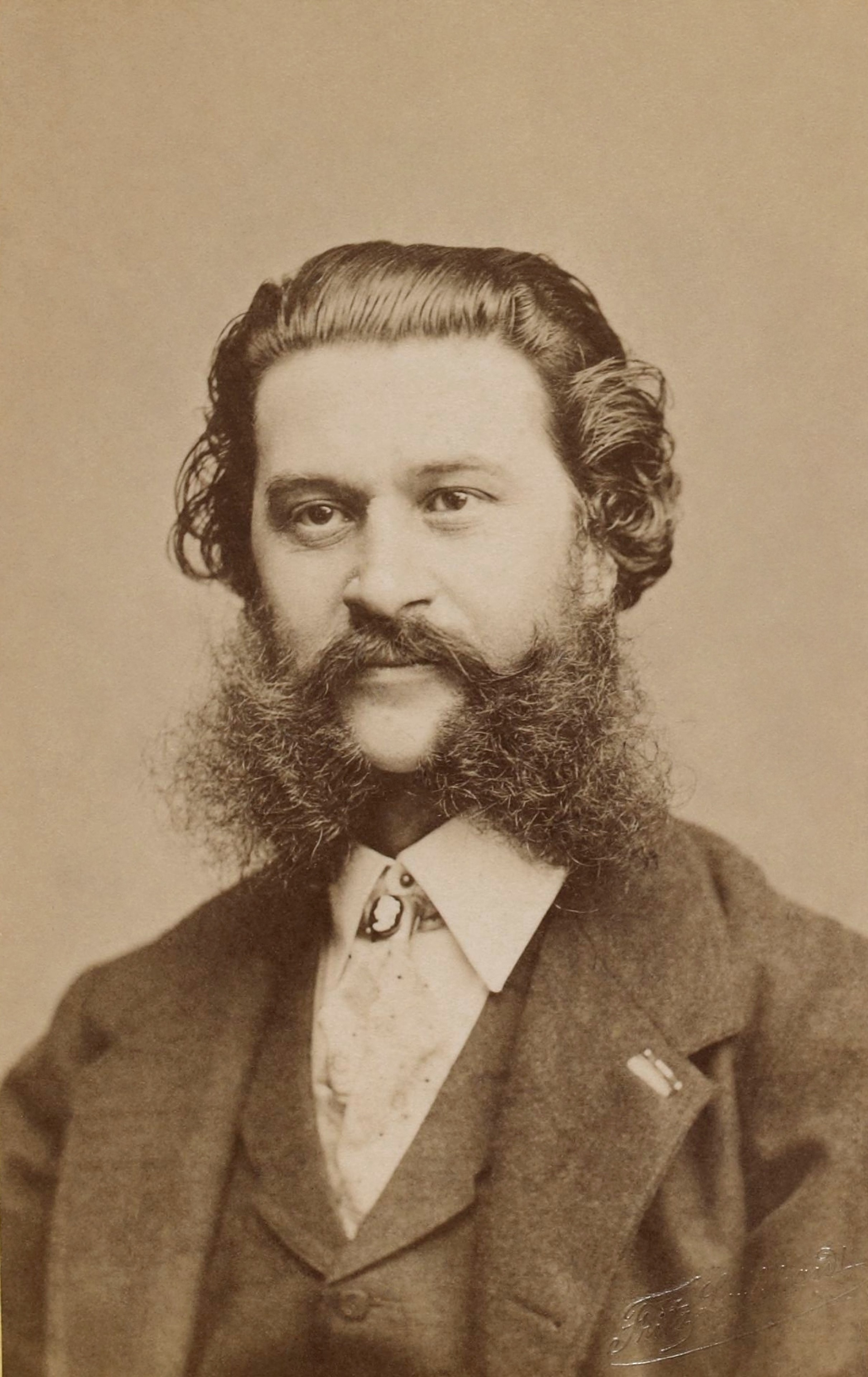
Johann Strauss II

Diplomaten-Polka (Polka dei diplomatici) op. 448, è una polka di Johann Strauss II.
La delusione di Johann Strauss per il fallimento della sua opera in tre atti, Ritter Pásmán (prima al Teatro dell'opera di corte il 1º gennaio 1892), fu ancora più grande a causa del lungo periodo che la sua composizione aveva richiesto. Con due costose abitazioni da mantenere a Vienna e Schönau, il compositore fu nuovamente costretto a tornare al genere dell'operetta e nel febbraio del 1892 si mise a lavorare a Fürstin Ninetta (Principessa Ninetta) su libretto di Julius Bauer (1853-1941) e Hugo Wittmann (1839-1923).
Fin dall'inizio i due librettisti, ansiosi di mantenere nella massima segretezza e lontana da occhi indiscreti la trama dell'operetta, si rifiutarono persino di lasciar visionare a Strauss il libretto completo con i dialoghi. Nella primavera del 1892, Strauss scrisse a Josef Simon:
(Johann Strauss)
Col passare dei mesi, Strauss continuò a musicare le arie dell'operetta una dietro l'altra, senza la minima idea della trama nel suo complesso. Soltanto alle prove finali di dicembre, poco prima della data fissata per la prima (10 gennaio 1893), Strauss conobbe l'esatta natura del libretto per il quale aveva fornito le sue melodie. Ne fu sconvolto e arrabbiato: scrivendo al suo amico, il giornalista e critico berlinese Paul Lindau (1839-1919), il compositore ammise:
(Johann Strauss)
Tuttavia, la prima dell'operetta ottenne un buon successo di pubblico e critica, come scrisse il corrispondente del Neues Wiener Tagblatt:
(Neues Wiener Tagblatt)
Anche se la parte del barone Mörsburg (interpretato alla prima da Josef Josephi, 1852-1920) non era un ruolo principale nell'operetta, si guadagnò un certo risalto grazie alla polka di Strauss. 
La prima esecuzione della Diplomaten-Polka vi fu circa sei settimane dopo la prima dell'operetta, con l'orchestra Strauss diretta da Eduard ad un concerto al Musikverein di Vienna domenica 26 febbraio 1893.
Le melodie che compongono questo brano derivano dagli atti I e II dell'operetta, in particolare dalle arie:
- Ich werde nie frenetisch e lch red' aristokratisch, so äusserst diplomatisch,  (atto 1)
- Mama so rief, Papa so rief (atto 2)
- Er flüstert darf ich Sie begleiten (atto 2)
- Weil mich alle Damen liebten in der Diplomatenwelt (atto 1)